# Jesse Mortensen
Jesse "Jess" Philo Mortensen (16. april 1907 i Thatcher, Arizona, USA – 19. februar 1962 i Pasadena, Californien, USA) var en amerikansk atlet, basketballspiller og amerikansk fodboldspiller med danske rødder. Han er tidligere verdensrekordholder i tikamp.

## Den aktive karriere
Jesse Mortensen var en meget alsidig idrætsmand under sin studietid på University of Southern California (USC) repræsenterende han sit skolehold "Trojan" på højeste niveau i atletik, basketball og amerikansk fodbold. Inden han startede sine universitetsstudier var han frem til sommeren 1928 med i Los Angeles Athletic Club.
Jesse Mortensen opnåede de bedste resultater i atletik, han blev nummer seks i USAs tikampsudtagelse (NCAA-mesterskabet) til OL 1928 og fik således ikke en af USAs tre plader i Amsterdam. 
Han vandt 4. juli 1929 NCAA-mesterskabet (det amerikanske mesterskab) i spydkast med 62.43 og året efter AAU-mesterskabet i spydkast. 
Han satte verdensrekord i tikamp da han vandt NCAA-meterskabet i Los Angeles 22-23. juni 1931. Han var under disse år USC-atletikholdets anføre og førte holdet til NCAA-mesterskabet 1930.
Jesse Mortensen spillede to sæsoner 1928-1929 som center på UCSs basketballhold og vandt en All American udmærkelse 1930 som MVP. 
I amerikansk fodbold spillede han tre sæsoner 1928-1930 på UCSs hold og vandt som halfback det amerikanske mesterskab 1928 og Rose Bowl-finalen 1929.

## Trænerkarrieren
Jesse Mortensen startede træner karrieren 1931 på Riverside Junior College i Californien hvor han var ansat frem til 1947, kun afbrudt af en tid på U.S. Military Academy og som som flådeofficer under anden verdenskrig. 1947 kom han til Denver University og 1950 til West Point inden han kom tilbage til sin gamle skole USC i 1951. 
Han er en af kun tre personer som har vundet en NCAA-titel både som aktiv og som træner. 
Hans atletikhold på USC vandt syv NCAA-titler på elve år mellem 1951 og 1961. Han var træner flere stjerner bl.a de olympiske mestere; Parry O'Brien, Jerome Biffle, Mike Larrabee, Rex Cawley, Charles Dumas, Dallas Long og Sim Iness.
Flere af hans elever satte verdensrekorder bl.a. O'Brien og Dallas Long som satte tolv verdensrekorder i kuglestød. Ved OL 1956 i Melbourne var han assisterende træner for USAs olympiske hold. 
Han var også assisterende træner for USCs amerikanske fodboldshold 1951-1955.
Han døde i februar i 1962 og var atletiktræner på USC frem til sin død.
Jesse Mortensen blev 1992 indvalgt i USAs Track and Field Hall of Fame.

## Jesse Mortensens danske rødder
Jesse Mortensen var dansk ætling da hans farfar, Morten Mortensen, var født i Hårbølle, Fanefjord ved Vordingborg og hans farmor Dorthea Jensen var født i Toreby på Lolland. De emigrerede til Amerika 1859. På moderens side havde han engelske og australienske rødder.